# Microtropis scottii
Microtropis scottii är en benvedsväxtart som beskrevs av R. N. Parker. Microtropis scottii ingår i släktet Microtropis och familjen Celastraceae. Inga underarter finns listade.